# تالابوسا
تالابوسا (بالإنجليزية: Tallapoosa, Georgia)‏ هي مدينة تقع في مقاطعة هارالسون، جورجيا بولاية جورجيا في الولايات المتحدة. تبلغ مساحة هذه المدينة 19.3 (كم²)، وترتفع عن سطح البحر 347 م، بلغ عدد سكانها 2789 نسمة في عام 2010 حسب إحصاء مكتب تعداد الولايات المتحدة.

## وصلات خارجية
- Cities & Counties - Georgia.gov